# Сухе-Батор (сомон)
Сухе-Батор (монг.: Сүхбаатар) — сомон Сухе-Баторського аймаку Монголії. Територія 12,7 тис. кв.км, населення 3,5 тис. чол.. Центр — селище Хайлаастай розташований на відстані 610 км від Улан-Батора.

## Рельєф
Невисокі гори: Дарханхаан, Хонгор, Мандал, Улаанхад (1500 м.). Молені озера Баруун, ЗуунУрт, Хайлааст

## Клімат
Різкоконтинентальний клімат, середня температура січня −21-22 град Цельсія, середня температурва липня +20-22 град. Цельсія, в середньому протягом року випадає 160–230 мм опадів.

## Корисні копалини
Багатий на залізну та мідну руду, кам'яне вугілля, хімічну та будівельну сировину.

## Тваринний світ
Водяться вовки, зайці та інші тварини.

## Соціальна сфера
Є школа, лікарня, музеї будинки відпочинку, сфера обслуговування.